# Ahmed Elmohamady
Ahmed Elmohamady, född 9 september 1987 i Basyūn, är en egyptisk fotbollsspelare. Elmohamady har även representerat Egyptens landslag under sin karriär.

## Karriär
Den 31 januari 2010 misslyckades Sunderland att värva Al-Muhammadi från ENPPI efter att egyptiern varit och provspelat i Storbritannien året före. Slutligen lånades han ut till Sunderland efter konkurrens från West Bromwich och Club Brugge. Den 10 juni bekräftade Sunderland på sin hemsida att lånet hade blivit till en permanent övergång.
Den 19 juli 2017 värvades Elmohamady av Aston Villa. Den 28 maj 2021 meddelade Aston Villa att Elmohamady skulle lämna klubben i samband med att hans kontrakt gick ut följande månad.